# Young Ace
Young Ace (jap. ヤングエース Yangu Ēsu) – japoński miesięcznik z mangami seinen, publikowany nakładem wydawnictwa Kadokawa Shoten. Pierwszy numer ukazał się 4 lipca 2009 roku.

## Wybrane serie
Opracowano na podstawie źródła.
- Another (Yukito Ayatsuji)
- Appare-Ranman! (Masakazu Hashimoto i Ahndongshi)
- Blood Lad (Yūki Kodama)
- Bungou Stray Dogs – Bezpańscy literaci (Kafka Asagiri i Sango Harukawa)
- Deaimon (Rin Asano)
- Drug & Drop (Clamp)
- Erased – Miasto, z którego zniknąłem (Kei Sanbe)
- Fūfu ijō, koibito miman. (Yūki Kanamaru)
- Kill La Kill (Ryō Akizuki)
- Neon Genesis Evangelion (Yoshiyuki Sadamoto)
- Panty & Stocking with Garterbelt (Tagro)
- Summer Wars (Iqura Sugimoto)